# Ludwig Carl Christian Koch

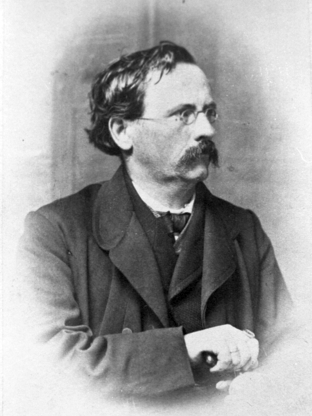
Ludwig Carl Christian Koch

Ludwig Carl Christian Koch (* 8. November 1825 in Regensburg; † 1. November 1908 in Nürnberg) war ein deutscher Entomologe und Arachnologe (Insekten- und Spinnenforscher).
Ludwig Carl Christian Koch war der Sohn des Arachnologen Carl Ludwig Koch (1778–1857). Er studierte Jura an der Universität Erlangen, ehe er sich 1847 der Medizin und den Naturwissenschaften zuwandte. Im selben Jahr trat er dem Zoologisch-Mineralogischen Verein in Regensburg bei.  1851 wurde er promoviert, ab 1853 wirkte er im Nürnberger Stadtteil Wöhrd als praktischer Arzt.
Er gilt als einer der vier bedeutendsten Vertreter der Insekten- und Spinnenkunde in der zweiten Hälfte des 19. Jahrhunderts und beschrieb neben heimischen Arten z. B. auch Spinnentiere aus dem Mittelmeerraum, aus Asien (Sibirien, Japan) und Australien. Die von ihm beschriebenen Arten tragen den Zusatz L. Koch. Diese Arbeit als Spezialforscher auf dem Gebiet der Spinnen brachte ihm als Spinnen-Koch einen weltweiten Ruf ein. Später befasste sich Koch vorwiegend mit Konchylien.

## Schriften (Auswahl)
- Die Myriapodengattung Lithobius. J. L. Lotzbeck, Nürnberg 1862.
- Die Arachniden-Familie der Drassiden. J. L. Lotzbeck, Nürnberg 1866.
- Uebersichtliche Darstellung der europäischen Chernetiden (Pseudoscorpione). Bauer & Raspe, Nürnberg 1873.
- Aegyptische und Abyssinische Arachniden gesammelt von Herrn C. Jickeli. Bauer & Raspe, Nürnberg 1875.
- Verzeichniss der in Tirol bis jetzt beobachteten Arachniden nebst Beschreibungen einiger neuen oder weniger bekannten Arten. 1876.
- Japanesische Arachniden und Myriapoden. Mit 2 Tafeln (Vorgelegt in der Versammlung am 3. October 1877.) In: Verhandlungen der k.-k. zoologisch-botanischen Gesellschaft in Wien. Jahrgang 1877, Band 27, W. Braumüller, Wien 1878, Seite 735–798 & Tafeln XV u. XVI.
- Arachniden aus Sibirien und Novaja Semlja eingesammelt von der Schwedischen Expedition im Jahre 1875. P.A. Norstedt & Söner, Stockholm 1879.
- Die Arachniden Australiens (1871–1883) wurde von Eugen von Keyserling für ihn beendet.